# PFK Shurtan Guzar
Maillots
Le Professional futbol klubi Shurtan Guzar (en ouzbek : Профессионал футбол клуби Шўртан Ғузор), plus couramment abrégé en Shurtan Guzar, est un club ouzbek de football fondé en 1986 et basé dans la ville de Guzar.
Il dispute le championnat de première division ouzbék lors de la saison 2011.

## Histoire
Fondé en 1986 sous le nom de OK Oltin Guzar, le club a débuté en Oliy Liga, l'élite du football ouzbék, lors de la saison 2005. Les cinq premières saisons se déroulent sans résultats probants, avec un classement final situé entre la 10e et la 13e place.
Son meilleur résultat en championnat est une quatrième place, obtenue en 2010, ce qui lui a permis de se qualifier pour la première fois de son histoire en compétition continentale, en l'occurrence la Coupe de l'AFC 2011. La même saison, le club a atteint la finale de la Coupe de l'Ouzbékistan, battu par le FC Bunyodkor.

### Noms successifs
- 1986-1988 : OK Oltin Guzar
- 1989-1993 : FK Shurtan Guzar
- 1994-2004 : refondation du club, toujours sous le nom de FK Shurtan Guzar
- depuis 2005 : PFK Shurtan Guzar

## Palmarès
| Compétitions nationales                                                                                      |
| --- |
| - Coupe de l'Ouzbékistan - Finaliste : 2010. - Championnat d'Ouzbékistan D2 (2) : - Champion : 2004 et 2014. |

## Personnalités du club

### Présidents du club
- Ilkhom Norchaïev

### Entraîneurs du club
- Sergeï Dotsenko (2005)
- Bakhrom Khakimov (2008)
- Viktor Pasulko (1er juillet 2008 - 30 décembre 2008)
- Usmon Toshev (2009)
- Edgar Hess (2009 - 2011)
- Täçmyrat Agamyradow (2011)
- Igor Kriouchenko (24 novembre 2011 - 5 juillet 2012)
- Edgar Hess (5 juillet 2012 - 15 mai 2013)
- Zoïr Tourakoulov (15 mai 2013 - 18 octobre 2013)
- Erkine Mirzaïev (18 octobre 2013 - 6 janvier 2014)
- Moukhtor Kourbonov (6 janvier 2014 - 5 janvier 2016)
- Ikhtiyor Karimov (5 janvier 2016 - )